# Sverre Farstad
Sverre Melvin Farstad (* 8. Februar 1920 in Trondheim; † 27. März 1978 in Oslo) war ein norwegischer Eisschnellläufer.

## Werdegang
Farstad gewann 1947 überraschend bei den Eisschnelllauf-Europameisterschaften die Bronze- und kurz darauf bei den Weltmeisterschaften die Silbermedaille.
Zuvor war er bei der norwegischen Landesmeisterschaft nur Neunter geworden und konnte nur deshalb international starten, weil 14 Tage vor Beginn der Europameisterschaft sieben der besten norwegischen Läufer ihre Teilnahme abgesagt hatten.
Im Jahr darauf wurde er bei den ersten Olympischen Winterspielen nach dem Zweiten Weltkrieg in St. Moritz Olympiasieger über 1500 m und Sechster über 500 m. 1949 wurde er Europameister im Mehrkampf. Dabei stellte er auch den einzigen Weltrekord seiner Karriere auf.
Nach Ende seiner aktiven Laufbahn arbeitete Sverre Farstad als Sportjournalist.

## Erfolge
- 1947: Vizeweltmeister, EM-Dritter (Mehrkampf)
- 1948: olympische Goldmedaille über 1500 m
- 1949: Europameister (Mehrkampf)

## Persönliche Bestleistungen
| Strecke   | Zeit        | Datum            | Ort       |
| --------- | ----------- | ---------------- | --------- |
| 0500 m    | 41,8 s      | 5. Februar 1949  | Davos     |
| 1000 m    | 1:29,7 min  | 18. Januar 1950  | Gjøvik    |
| 1500 m    | 2:13,9 min  | 6. Februar 1949  | Davos     |
| 3000 m    | 4:59,2 min  | 12. Februar 1949 | Trondheim |
| 5000 m    | 8:15,4 min  | 5. Februar 1949  | Davos     |
| 10.000 m0 | 17:39,7 min | 6. Februar 1949  | Davos     |